# 亨利·柯蒂埃
亨利·柯蒂埃（英語：Henri Cordier，1849年8月8日—1925年3月16日）是一位法国语言学家、历史学家、民族志学家、作家、编辑、汉学家。也是巴黎地理学会会长。他是19世纪末20世纪初研究东亚和中亚的重要人物。尽管他的中文了解不多，但对汉学发展起到了极其重要影响，他也是法国著名汉学家沙畹的导师。第一份国家汉学期刊通报创始人。

## 生平
1849年出生在美国新奥尔良，1852年来到法国，1855年他的家庭也搬迁到巴黎。早年在Collège Chaptal和英格兰接受教育。
1869年恰值20周岁，前往上海为一家英格兰银行工作。在两年间在上海报刊上多次发表文章。1872年被选为皇家亚洲文会北中国支会会长。在这段期间，在《通闻西报》, 《字林西报》和学会期刊上发表20多篇文章。
1876年被任命为中国学生赴欧政府项目秘书长。
1881年在巴黎，亨利·柯蒂埃进入法国国立东方语言文化学院，担任教授一职到1925年。他还是巴黎政治学院教授。
1890年和施古德联合创办《通报》，这是第一份国际汉学期刊。

## 著作
- 《18世纪法国视野里的中国》，上海书店出版社，2010年，ISBN 9787545801972